# Znamensky (huyện của Oryol)
Huyện Znamensky (tiếng Nga: ? райо́н) là một huyện hành chính tự quản (raion), của Tỉnh Oryol, Nga. Huyện có diện tích 796 km², dân số thời điểm ngày 1 tháng 1 năm 2000 là 7000 người. Trung tâm của huyện đóng ở Znamenka.